# The Rambler (альбом)
| Оценки критиков               | Оценки критиков |
| Источник                      | Оценка          |
| ----------------------------- | --------------- |
| AllMusic                      | [ 1 ]           |
| Music Week                    | [ 2 ]           |
| The Rolling Stone Album Guide | [ 3 ]           |

The Rambler — студийный альбом американского кантри-певца Джонни Кэша, изданный 29 августа 1977 года лейблом Columbia Records. Концептуальный альбом о путешествиях, его песни включают диалоги между Кэшем и автостопщиками, которых он подбирает, или другими людьми, которых он встречает во время путешествия по стране. Это последний и один из немногих альбомов Джонни Кэша, в котором звучат только песни, написанные самим Кэшем. Это также его последний нерелигиозный концептуальный альбом, который был включён в бокс-сет Come Along and Ride This Train. The Rambler достиг 31 места в чартах кантри-альбомов Billboard Top Country Albums; два сингла, «Lady» и «After the Ball», имели незначительный успех в чартах.

## Отзывы
Альбом получил умеренные и положительные отзывы музыкальной критики и интернет-изданий. Стивен Томас Эрлевайн из AllMusic отметил, что «Из всех американо-концептуальных альбомов Джонни Кэша The Rambler, безусловно, самый натянутый и высокопарный. Больше похожая на радиоспектакль, чем на альбом, пластинка рассказывает о путешествии Кэша по Америке, где он по пути подбирает автостопщиков. Каждая песня на The Rambler связана диалогами между Кэшем и автостопщиками, из-за чего пластинка так и не обретает динамики. Кроме того, сами песни очень слабые, без особых музыкальных и лирических достоинств. В общем, это амбициозный, перегруженный провал, который увлекает на одно прослушивание, но почти невозможно высидеть больше одного раза». Диск вошёл в чарт кантри-альбомов Billboard Top Country Albums на 31-м месте, а его синглы «Lady» и «After the Ball» были на 46-м и 32-м местах в Hot Country Songs, соответственно.

## Список композиций
Все песни Джонни Кэша.
| №   | Название                                  | Длительность |
| --- | ----------------------------------------- | ------------ |
| 1.  | «Hit the Road and Go»                     | 2:35         |
| 2.  | «Dialogue #1»                             | 2:33         |
| 3.  | «If It Wasn't for the Wabash River»       | 2:09         |
| 4.  | «Dialogue #2»                             | 2:22         |
| 5.  | «Lady»                                    | 2:48         |
| 6.  | «Dialogue #3 (Background: It's All Over)» | 2:27         |
| 7.  | «After the Ball»                          | 2:48         |
| 8.  | «Dialogue #4»                             | 2:02         |
| 9.  | «No Earthly Good»                         | 2:45         |
| 10. | «Dialogue #5»                             | 1:51         |
| 11. | «A Wednesday Car»                         | 2:12         |
| 12. | «Dialogue #6»                             | 0:55         |
| 13. | «My Cowboy's Last Ride»                   | 2:29         |
| 14. | «Dialogue #7»                             | 2:48         |
| 15. | «Calilou»                                 | 3:20         |
| 16. | «Dialogue #8»                             | 1:24         |

## Чарты

### Альбом (еженедельные чарты)
| Чарт (1977)                        | Высшая позиция |
| ---------------------------------- | -------------- |
| США (Billboard Top Country Albums) | 31             |

### Синглы
| Год  | Сингл            | Чарт            | Высшая позиция |
| ---- | ---------------- | --------------- | -------------- |
| 1977 | «Lady»           | Country Singles | 46             |
| 1977 | «After the Ball» | Country Singles | 32             |